# Iuriivka, Prîmorsk
Iuriivka (în ucraineană Юр`ївка) este o comună în raionul Prîmorsk, regiunea Zaporijjea, Ucraina, formată numai din satul de reședință.

## Demografie
Componența lingvistică a comunei Iuriivka
     Rusă (56,91%)
     Ucraineană (42,34%)
Conform recensământului din 2001, majoritatea populației comunei Iuriivka era vorbitoare de rusă (56,91%), existând în minoritate și vorbitori de ucraineană (42,34%).